# Клемчинський Сигізмунд Сигізмундович
Сигізму́нд Сигізму́ндович Клемчи́нський (* 20 червня 1891, Кам'янець-Подільський — † 24 вересня 1937, табір Чиб'ю Ухтпечлагу, Комі АРСР) — римо-католицький священик, репресований радянською владою.

## Біографія
Сигізмунд Сигізмундович Клемчинський народився 20 червня 1891 року в місті Кам'янець-Подільський у родині дрібного службовця на цукровому заводі. Поляк.
Закінчивши гімназію, Сигізмунд у 1910—1915 роках здобував теологічну освіту в духовній семінарії Луцько-Житомирської єпархії Римо-католицької церкви. 1915 року, висвячений на священика, одержав призначення на посаду помічника настоятеля костелу містечка Сатанів Проскурівського деканату (настоятелем костелу був Ян Ладиго).
У 1916—1920 роках Сигізмунд Клемчинський працював у сільських парафіях Волині. Під час наступу Червоної армії в червні 1920 року евакуювався до Польщі. Повернувшись у жовтні 1920 року на Волинь, очолив парафію в селі Городниця Корецького деканату, територія якої після укладення 18 березня 1921 року Ризького миру потрапила під юрисдикцію Української Соціалістичної Радянської Республіки.
1921 року був заарештований співробітниками ДПУ за підозрою в участі в контрреволюційній організації. Невдовзі Клемчинського звільнили, оскільки не було доказів його вини. Після цього він виїхав на Поділля, де працював у костелах Липовецько-Бердичівського деканату. 1924 року, звинувачений у порушенні статті 81 Карного Кодексу УСРР, знову перебував під слідством і судом. Від 1928 року і до арешту 29 липня 1935 року працівниками ОВ УДБ Київського обласного управління НКВС УСРР Клемчинський був настоятелем костелу в містечку Коростишів під Житомиром.
Притягнутий до слідства у груповій «Справі контрреволюційної фашистської організації римо-католицького та уніатського духовенства на Правобережній Україні». Клемчинському висунули такі звинувачення: «Прибувши 1921 року нелегальним шляхом із-за кордону на територію УРСР, він упродовж останніх років, а особливо 1935 року проводив контрреволюційну націоналістичну роботу серед молоді, прагнучи до відриву її від комуністичного виховання і створення за її рахунок контрреволюційних націоналістичних кадрів, використавши для цього амвон костелу; в той же період проводив контрреволюційну роботу, спрямовану на протидію зростанню колективізації і підриву колгоспів зсередини і дискредитації колгоспної системи в очах трудящих; з метою контрреволюційної націоналістичної агітації з 1928 року використовував два чужоземні національні прапори, що зберігалися в Коростишівському костелі, застосовував їх під час хресних ходів; сприяв Деонисію Ковальському, який утік з-під варти і намагався нелегально перейти радянський кордон».
Ксьондз Клемчинський своєї вини в інкримінованих йому злочинах не визнав. Особливою нарадою при колегії НКВС СРСР від 14 травня 1936 року засуджений за статтею 54-4 та 54-11 Кримінального Кодексу УСРР до 5 років позбавлення волі у виправно-трудових таборах. Покарання відбував у таборі Чиб'ю Ухтпечлагу (Комі АСРР), де й помер 24 вересня 1937 року.
Реабілітований Прокуратурою УРСР 8 серпня 1989 року.